# شول ۲۹۵۹
سیارک ۲۹۵۹ (به انگلیسی: 2959 Scholl، نامگذاری:1983RE2) دو هزار و نهصد و پنجاه و نهمین سیارک کشف شده‌است که در ۴ سپتامبر ۱۹۸۳ کشف شد.
قدر مطلق سیارک برابر ۱۱٫۲۰ است.